# Im Wildental
Im Wildental ist ein Wohnplatz in Radevormwald im Oberbergischen Kreis im nordrhein-westfälischen Regierungsbezirk Köln in Deutschland.

## Lage und Beschreibung
Im Wildental liegt im äußersten Nordwesten von Radevormwald unmittelbar an der Stadtgrenze zu Ennepetal im Tal des Spreeler Baches. Der Spreeler Bach mündet 700 Meter unterhalb von Im Wildental in die Wupper.
Nachbarorte sind Oege, Pastoratshof und Im Wiesengrund. Den in einem Waldgebiet liegenden Wohnplatz erreicht man über eine bei Oege an die Landesstraße 414 angebundene Straße und einen befestigten Feldweg.
Der Wappenweg, ein Wanderweg rund um die Stadt Ennepetal, führt durch Im Wildental.

## Geschichte
In der amtlichen topografischen Karte von 1968 ist die Lage des Wohnplatzes erstmals eingezeichnet.
Durch das Tal des Spreeler Baches verlief ein Teilabschnitt der Bergischen Landwehr, welcher von Wuppertal-Elberfeld bis nach Marienheide-Krommenohl reichte.